# Cimetière Saint-Jean de Thiers
Le cimetière Saint-Jean est un des cimetières municipaux de la ville de Thiers dans le Puy-de-Dôme. Il offre une vue remarquable sur la chaîne des Puys. Sa superficie est de 0,6 hectare.

## Histoire et description
Il existe depuis le Moyen-Âge un lieu de sépulture autour de l'église Saint-Jean. Le cimetière Saint-Jean actuel, béni en 1805, qui se trouve au pied de l'église Saint-Jean, est aménagé en grand cimetière en 1822 après le transfert de certaines tombes du cimetière Saint-Genès de la ville haute qui quant à lui doit être détruit. Dès 1831, la gestion du cimetière est reprise par la ville. Le cimetière est agrandi en 1839 et en 1853. Le cimetière en pente est arrangé en terrasses, orientées est-ouest, avec des travaux de soutènement. La plupart des tombes sont en lave de Volvic.
En 1876, à deux ans de l'inauguration du cimetière des Limandons situé à quelques centaines de mètres, celui de Saint-Jean est à nouveau réservé aux seuls paroissiens de l’église Saint-Jean-du-Passet, jusqu'au début du XXe siècle. 
Le cimetière Saint-Jean est bâti sur un promontoire rocheux surplombant la Durolle et il est donc construit en pente, avec une allée centrale dotée d'une rampe car la déclivité est forte. La haute croix de calvaire s'y trouve à mi-pente. Les sépultures les plus imposantes se trouvent dans la partie haute. On remarque la tombe des Quittard-Pinon, notables auvergnats, la grande chapelle néogothique de la famille Decouson (conçue par Michel Channeboux), la sépulture des Filles de la Charité de saint Vincent de Paul qui s'occupaient au XIXe siècle et au début du XXe siècle de l'hospice de Thiers et dont la première supérieure est morte en 1836 et la dernière sœur en 1954. Il faut noter aussi le tombeau de la famille Thérias, couteliers bien connus, la chapelle néoclassique des Astier, papetiers et magistrats, le petit temple rond de la famille Berger, la tombe de la famille Dufour fameux négociants au-delà des frontières au XVIIIe siècle et au XIXe siècle, et d'autres sépultures de notables qui ont écrit des pages de l'histoire socio-économique de Thiers.

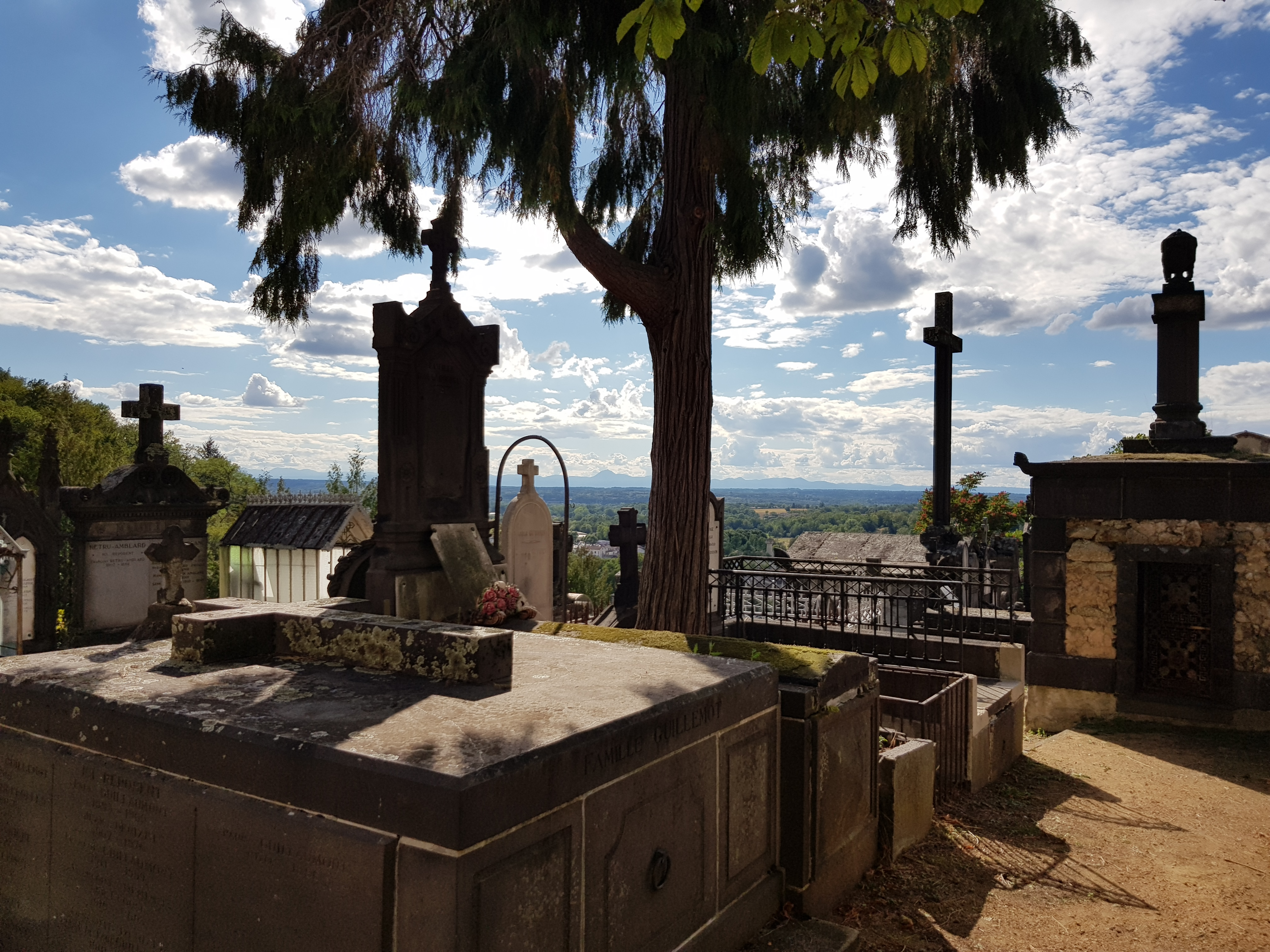
Vue sur la Chaîne des Puys depuis le cimetière.
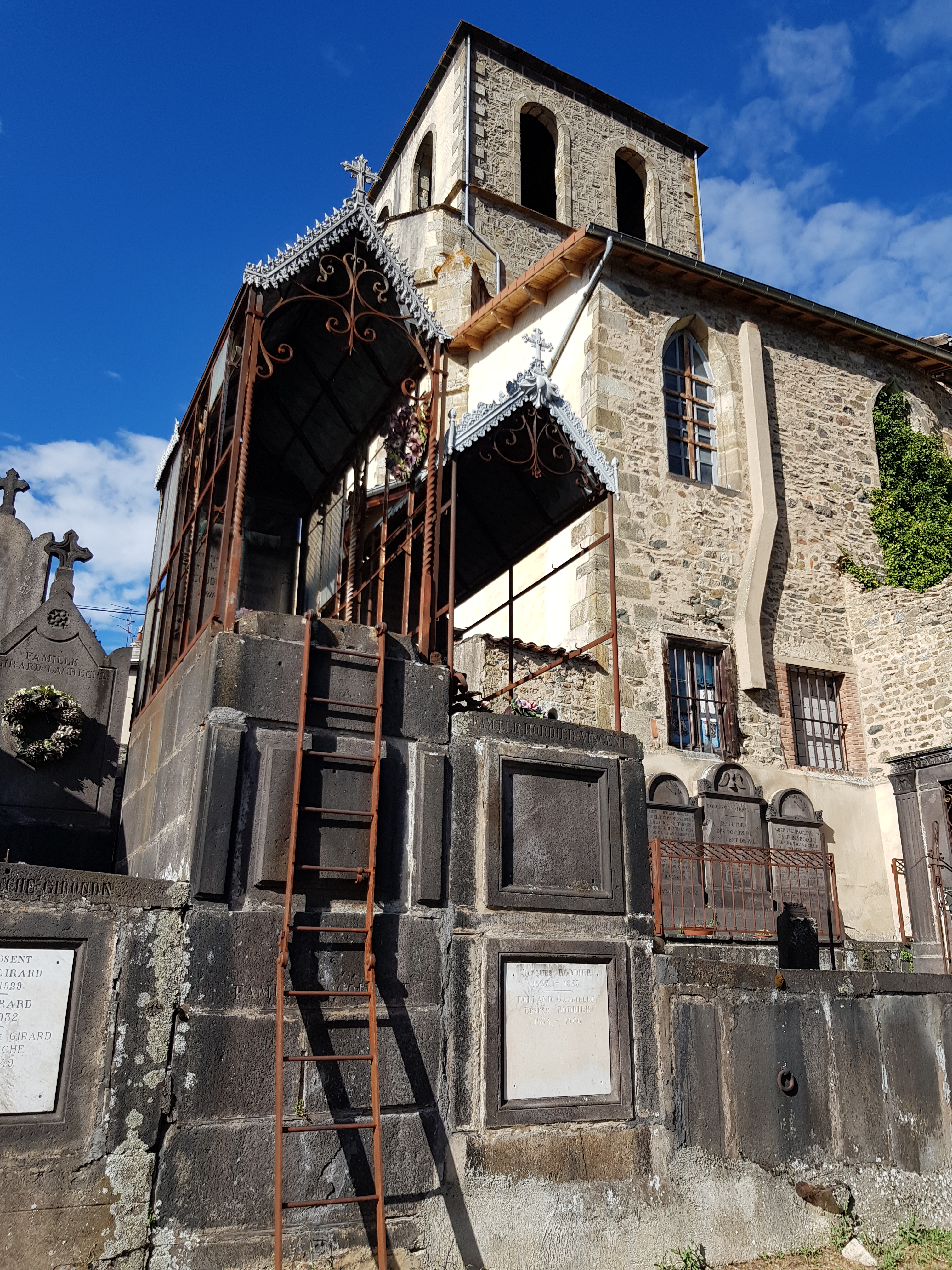
Une tombe avec une échelle pour pouvoir monter dessus.

## Personnalités inhumées
- Hermose Andrieu (1804-1875), juriste, magistrat et historien local.
- Jean-Baptiste Darrot-Andrieu (1797-1870), maire de Thiers, conseiller général, député du Puy-de-Dôme de 1847 à 1848[4], siégeant dans la majorité soutenant les ministères de la monarchie de Juillet, inhumé dans le caveau familial des Andrieu.
- René Barnérias (1928-2011), maire de Thiers (1971-1977), député du Puy-de-Dôme de 1978 à 1981[5], siégeant dans la majorité gouvernementale (Union pour la démocratie française) de la Vème République.
- Mgr Amable Chassaigne (1885-1962), évêque de Tulle, descendant d'une fameuse famille de négociants de Thiers
- Antoine Guillemot (1822-1902), entomologiste
- Hubert Jacqueton (1821-1896), historien local
- Gabriel Marc (1840-1901), poète, inhumé dans le caveau de son cousin Gustave Saint-Joanny (1828-1890) dont il aima la sœur Émilie
- Gérard Dumas de Vaulx (1900-1953), pilote automobile et maire de Sainte-Agathe (Puy-de-Dôme), inhumé dans le caveau familial des Andrieu.

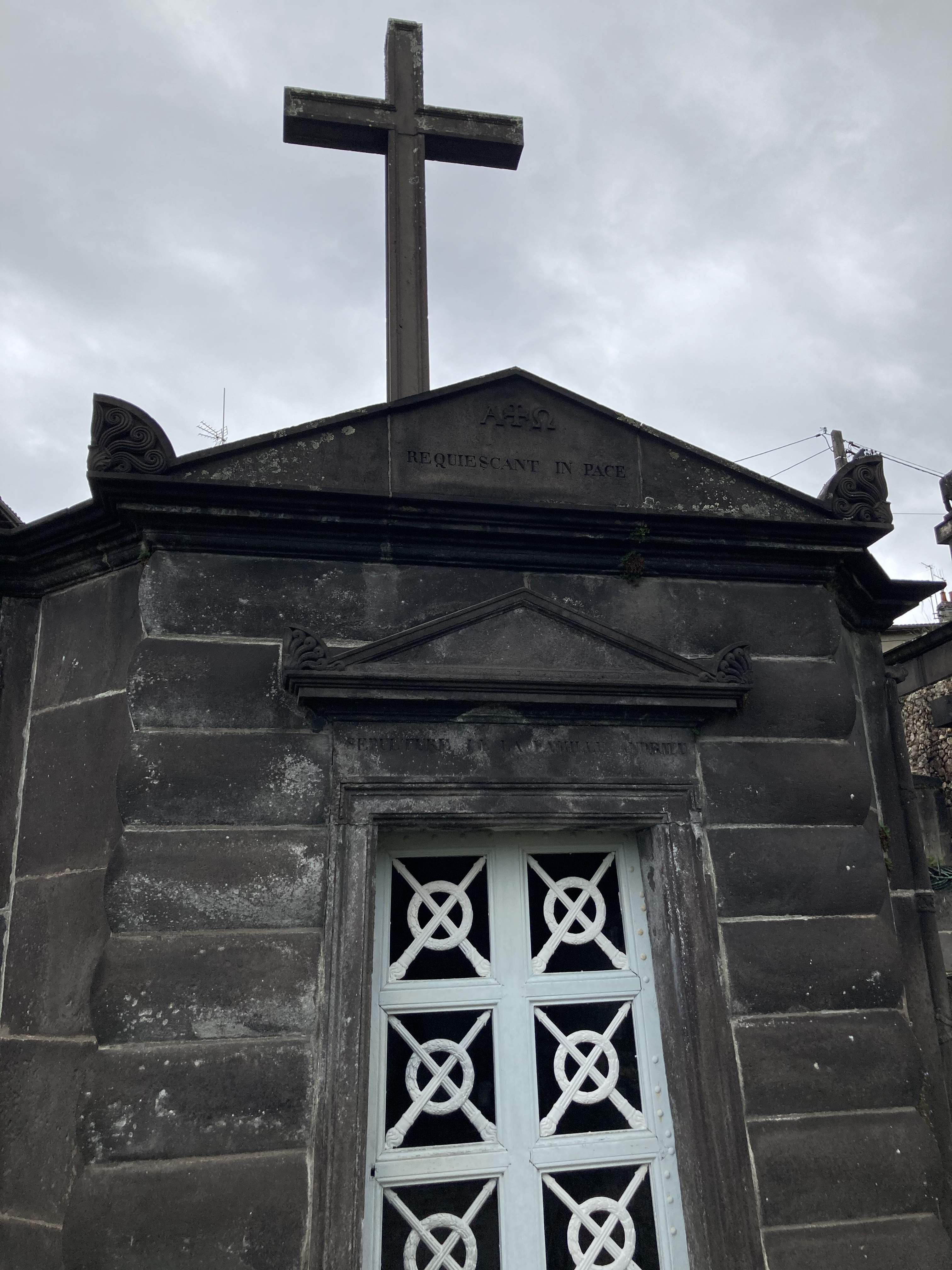
Chapelle funéraire de la famille ANDRIEU - Cimetière Saint Jean - Thiers